# یول ۱۴۹۶۰
سیارک ۱۴۹۶۰ (به انگلیسی: 14960 Yule، نامگذاری:1996KO) چهارده هزار و نهصد و شصتمین سیارک کشف شده‌است که در ۲۱ مه ۱۹۹۶ کشف شد.
قدر مطلق سیارک برابر ۱۴٫۴۰ است.